# Андерсон, Пит
Пит А́ндерсон (латыш. Pits Andersons; настоящее имя Альфред Петерис Андерсонс — латыш. Alfrēds Pēteris Andersons; 22 марта 1945, Рига — 20 января 2016) — латвийский музыкант, один из рок-пионеров СССР. Первый латвийский музыкант, удостоенный премии «Just Plain Folks Music Awards».
Пит Андерсон со своей группой «The Swamp Shakers» был известен в Латвии как исполнитель американского рок-н-ролла 1950-х годов. По мнению музыкального критика Артемия Троицкого, Пит Андерсон был первым заслуживающим серьезной оценки рокером на всем пространстве Советского Союза. Андерсон был единственным в СССР музыкантом, принятым во Всемирную ассоциацию исполнителей рок-н-ролла (Швеция).

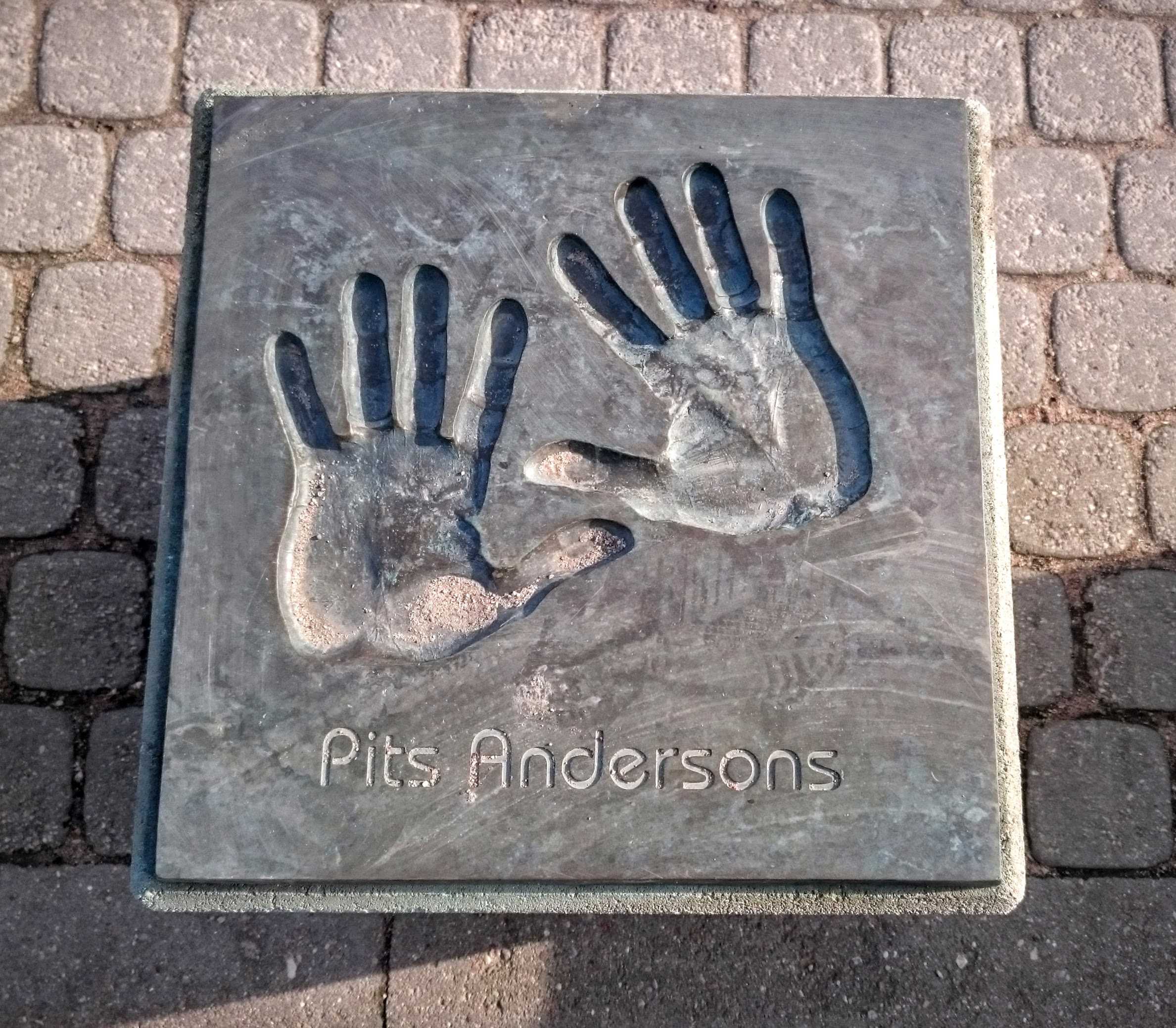

## Биография
С шести лет начал обучаться музыке. Позже окончил Рижский электромеханический техникум (ныне — Рижский технический колледж), где играл в студенческой группе. Первая песня, которую он исполнил на сцене, была «Long Tall Sally» Литтл Ричарда. 
В 1962 году вместе с Валерием Сайфудиновым (Сэйскиc) организовал первую рок-группу в СССР — «Revengers».
В 1964 году вместе с Зигмундом Лоренцом организовывает группу «The Melody Makers», затем в 1967 году группу — «Natural Product».
В 1972 году был приглашён на «Rock’n’Roll Revival Show» в Лондон, но не был выпущен из СССР.
В 1980 году начинает петь вместе с эстонской группой «Rock Hotel». Полтора года жил в Эстонии. В 1986 год создаёт группу «Arhīvs» («Архив»), позже такие группы, как «Pete Anderson & The Rhythm Kings», «Pete Anderson Band» и «Pete Anderson & The American Dream». Самую большую популярность набирает группа «The Swamp Shakers».
В начале 1990-х был приглашён консультантом в дебютную картину Пола Хаггиса «Red Hot» («Красная жара»).
В 2009 году альбом музыканта «Brass-a-billy» получил награду «Just Plain Folks Music Awards» в номинации Rockabilly Album (как самый лучший альбом музыки в стиле рокабилли 2008/2009 годов).
Последняя группа, с которой выступал Андерсон, была «The Rhythm Kings» («Короли ритма»).

## Дискография
- Pete Anderson & The Archives — «Live!»
- Pete Anderson & The Archives — «Rock Around The Clock»
- Pete Anderson — «Swingin' As Always»
- Pete Anderson & The Rhythm Kings — «Rockin' Christmas Time»
- Pete Anderson — «Texeclectic»
- Pete Anderson — «Sentimental»
- Pete Anderson & The Swamp Shakers — «The Wildest Sound in Town»
- Pete Anderson — «Brass-A-Billy»
- Pete Anderson & The Swamp Shakers — «Enjoy The Ride!»